# Doença de descompressão
A doença de descompressão (também conhecida como DD, mal dos mergulhadores, mal de descompressão, doença dos mergulhadores) descreve uma condição resultante de gases dissolvidos que saem da solução e se tornam em bolhas dentro do corpo em uma despressurização. A DD normalmente se refere a problemas resultantes de ambientes subaquáticos (por exemplo: durante uma emersão), mas pode ocorrer em outros eventos de despressurização, como trabalhar em uma ensecadeira, voar em uma aeronave não pressurizada e atividades espaciais fora do veículo. 
Os gases dissolvidos no sangue formam bolhas que obstruem as vias sanguíneas causando dor e outros sintomas, e seus efeitos podem variar de dores e erupções cutâneas nas juntas até paralisia e morte. A suscetibilidade individual pode variar de dia para dia, e diferentes indivíduos sobre as mesmas condições podem ser ou não afetados de formas diferentes. Os tipos de classificação da DD pelos seus sintomas vêm evoluindo desde sua descrição original, há cerca de cem anos. 
A exposição à DD em um mergulho pode ser gerenciado através de procedimentos adequados de descompressão, e contraí-la atualmente é incomum. Sua severidade potencial levou a muita pesquisa para preveni-la e os mergulhadores ao redor do mundo utilizam tabelas ou computadores de mergulho para limitar sua exposição e controlar a velocidade de emersão. Se a DD for contraída, é tratada em uma terapia de oxigênio hiperbárica em uma câmara isobárica. Se tratado no início, existe uma chance significativamente maior de uma recuperação bem sucedida. 
A DD é um subconjunto da DCI (Decompression Illness), que engloba tanto a DD como o aeroembolismo.

## Classificação
A DD é classificada por sintomas. As descrições primitivas da DD usava os termos: "torção" para dores nas juntas; "asfixia" para problemas de respiração e "vertigens" para problemas neurológicos. Em 1960, Golding et al. introduziu uma classificação mais simples, utilizando o termo "Tipo I ('simples')" para sintomas envolvendo apenas a pele, sistema musculoesquelético, ou sistema linfático, e o "Tipo II ('sério')" para sintomas onde outros órgãos (tais como o sistema nervoso central) estejam envolvidos. A DD Tipo II é considerada mais séria e normalmente tem consequências piores. Este sistema, com modificações menores, pode ainda estar em uso hoje. Seguindo as As mudanças consequentes aos métodos de tratamento, esta classificação é muito menos útil no diagnóstico, uma vez que os sintomas neurológicos podem desenvolver após uma momento inicial, e ambos Tipo I e Tipo II tem o mesmo gerenciamento inicial.

### Doença da Descompressão e Disbarismo
O termo disbarismo engloba a doença da descompressão, aeroembolismo e barotrauma, enquanto que a doença da descompressão e aeroembolismo são comumente classificados de forma única como doença da descompressão, quando um diagnóstico preciso não puder ser feito. A DD e o aeroembolismo são tratados muito similarmente pois ambos são resultados de bolhas de gás no corpo. A Marinha dos Estados Unidos prescreve tratamentos idênticos para a DD Tipo II e aeroembolismo. O espectro de seus sintomas também se cruzam, entretanto aqueles provenientes de aeroembolismo arterial são mais severos, pois normalmente provém de um infarto (bloqueio do suprimento de sangue e morte do tecido).

## Sinais e Sintomas
Enquanto as bolhas podem se formar em qualquer lugar no corpo, a DD é mais frequentemente observada nos ombros, cotovelos, joelhos e tornozelos. As dores na junta somam de 60% a 70% de todos os casos de DD em altitude, com o ombro sendo o local mais comum. Sintomas neurológicos estão presentes entre 10% a 15% dos casos de DD com cefaleias e distúrbios visuais sendo os sintomas mais comuns. Manifestações na pele estão presentes em cerca de 10% a 15% dos casos. A DD pulmonar é muito rara em mergulhadores e tem sido observada muito menos frequentemente nos aviadores. A tabela abaixo mostra os sintomas para os diferentes tipos de DD.
| Tipo da DD         | Local da bolha                                                                       | Sinais e sintomas (manifestações clínicas) |
| ------------------ | ------------------------------------------------------------------------------------ | --- |
| Musculoesquelética | Na maior parte das juntas (cotovelos, ombros, quadril, punhos, joelhos e tornozelos) | - Dor profunda localizada, partindo de dores brandas a excruciantes. Por vezes uma dor maçante, mas raramente uma dor aguda - Movimento ativo e passivo da junta agrava a dor - A dor pode ser reduzida ao dobrar a junta para achar uma posição mais confortável - Se causado pela altitude, a dor pode ocorrer imediatamente ou muitas horas depois                       |
| Cutânea            | Pele                                                                                 | - Coceira, normalmente perto das orelhas, face, pescoço, braços e parte superior do torso - Sensação de pequenos insetos se arrastando sobre a pele (parestesia) - Pele mosqueada ou marmoreada normalmente ao redor dos ombros, parte superior do peito e abdômen, com coceira - Inchaço da pele, acompanhado de depressões pequenas que se parecem com cicatrizes (edema) |
| Neurológica        | Encéfalo                                                                             | - Sensação alterada, parestesia, sensibilidade aumentada (hiperestesia) - Confusão ou perda de memória (amnésia) - Anormalidades visuais - Humor inexplicável ou mudanças de comportamento - Inconsciência |
| Neurológica        | Medula espinhal                                                                      | - Fraqueza crescente ou paralisia nas pernas - Incontinência urinária e incontinência fecal - Anelamento (sentimento de enforcamento) em torno da região abdominal e/ou peito |
| Constitucional     | Corpo inteiro                                                                        | - Cefaléia - Fadiga sem motivo - Indisposição generalizada, dores sem local definido |
| Audiovestibular    | Ouvido interno                                                                       | - Perda de equilíbrio - Tontura, vertigem, náusea - Perda auditiva |
| Pulmonar           | Pulmões                                                                              | - Tosse seca persistente - Dor que "queima" o peito sob o esterno, agravado quando se respira - Dispneia |

### Frequência
A distribuição dos sintomas de DD observadas pela Marinha Norte-Americana são:
| Sintomas              | Frequência |
| --------------------- | ---------- |
| Dor local em junta    | 89%        |
| Sintomas nos braços   | 70%        |
| Sintomas nas pernas   | 30%        |
| Tontura               | 5.3%       |
| Paralisia             | 2.3%       |
| Dispneia              | 1.6%       |
| Fadiga extrema        | 1.3%       |
| desmaio/inconsciência | 0.5%       |

### Primeiros sintomas
Apesar dos primeiros sintomas de uma DD poderem ocorrer rapidamente após um mergulho, em mais da metade de todos os casos os sintomas não começam aparecem na primeira hora. Em casos extremos, os sintomas podem ocorrer antes do mergulho ter acabado. A Marinha dos Estados Unidos e a Technical Diving International publicaram uma tabela que apresenta os primeiros sintomas. A tabela não diferencia entre os tipos da DD ou tipos do sintoma.
| Tempo para o sintoma | Porcentagem dos casos |
| -------------------- | --------------------- |
| dentro de 1 hora     | 42%                   |
| dentro de 3 horas    | 60%                   |
| dentro de 8 horas    | 83%                   |
| dentro de 24 horas   | 98%                   |
| dentro de 48 horas   | 100%                  |

## Exemplos de situações em que pode ocorrer
- Ascensão demasiado rápida de um mergulhador, ou não execução das paragens de descompressão depois de um mergulho demorado.
- Voo ascensional de uma aeronave não pressurizada.
- Falha no sistema de pressurização de uma aeronave.
- Mergulhadores que voam em qualquer tipo de aeronave pouco tempo após um mergulho. As aeronaves pressurizadas não são isentas de risco pois a pressão da cabine não é mantida ao nível da pressão do ar ao nível do mar.
- Um trabalhador que abandona um caixão pressurizado ou uma mina subterrânea que tenha sido pressurizada para impedir a entrada de água.